# Dos punts
Els dos punts són un signe de puntuació que s'escriu :. Es col·loquen entre paraules i oracions.
Segons les convencions de l'idioma, poden exigir un espai després o una lletra majúscula. En català es posen enganxats al caràcter de l'esquerra, es deixa un espai en blanc i se segueix en minúscula. Per exemple: així mateix.

## Usos
- marcar l'inici d'una enumeració (com els que precedeixen aquest llistat, per exemple)
- introduir un tros de diàleg en estil directe
- separar el capítol dels versets en escrits antics com poemes de l'èpica o textos religiosos
- separar l'hora dels minuts en format digital (exemple: 23:45)
- iniciar un exemple o una definició quan s'anuncien explícitament
- introduir la conclusió lògica del discurs precedent
- separar títols i subtítols
- funcionar com un apòstrof en finès i suec
- funcionar com a signe de divisió o proporció amb nombres
- equivaldre als ulls en els emoticons
- introduir el text d'una carta